# Madeline új kalandjai
A Madeline új kalandjai (eredeti cím: The New Adventures of Madeline) 1989-től 2001-ig futott francia–kanadai–amerikai televíziós rajzfilmsorozat, amely Ludwig Bemelmans Madeline című könyvsorozata alapján készült. A rajzfilmsorozat alapján egy film is készült Madeline, a csínytevő csitri címmel. A tévéfilmsorozat DiC Enterprises gyártásában készült, a Toon Disney forgalmazásában jelent meg. Műfaját tekintve filmvígjáték-sorozat, kalandfilmsorozat, filmdráma-sorozat és romantikus filmsorozat. Franciaországban az 1. évadtól az 5. évadig a Canal+ / FR3, a 6. évadot a TF1 vetítette, Kanadában a Radio-Canada sugározta, Magyarországon a 3. évadot a KidsCo adta.

## Ismertető
A főszereplő, Madleine, aki egy kedves aranyos kislány. Jelleme, hogy kicsi és csínytevő. Párizsban egyik szőlő fedte ódon kertjének házában él, tizenegy társával. Általában fél tíz táján indulnak el otthonról együtt kétszer hatan. Társaival együtt összetart és sok jót tanulnak egymástól is. Egy apáca, Miss Clavel tanítja őket, gondjukat viseli és sok országos utazásra elviszi őket. Miss Clavel-nek van egy kutyája Genevieve. A lányok nagyon szeretik őt és ápolják is. Miss Clavel egyik szomszédja Pepito, aki egy jó fiú, de néha szeret rosszalkodni is. A lányok nagyon jó barátja és szeretnek játszani. Pepito egy vendéges társa Pablito, aki egy rossz fiú. Pepitonak, néha valami rosszat akar csinálni, de végül saját hibái rosszul sülnek el és meggondolja magát, hogy ezentúl jó fiú lesz. Gyakran mutat be híres helyeket nekik Miss Clavel barátja Lord Cucufal, párizsi múzeumokat és az Eiffel tornyot is. Sok kalandos utazások során, a lányok legtöbbször a saját káraikon is tanulnak.

## Szereplők
- Madeline – A rövid vörös hajú, világos bőrű lány. A főcímkarakter. A legkisebb a sorban. Kis csínytevő. Társaival sok helyet körbeutaznak Miss Clavell-el és Lord Cucuface-el együtt.
- Yvette – A nagyon rövid szőke hajú, világos bőrű lány.
- Sylvie – A hosszú barna hajú, világos bőrű lány.
- Nicole – A rövid világosbarna vagy piszkos szőke hajú, világos bőrű lány.
- Chloe – A hosszú őszibarack vagy narancssárga színű hajú, világos bőrű lány.
- Anne – A hosszú hullámos barna hajú, közép bőrű lány.
- Danielle – A rövid göndör barna hajú, világos bőrű lány.
- Monique – A hosszú barna hajú, világos bőrű lány.
- Lulu – A rövid fekete hajú, közép bőrű lány.
- Nona – A hosszú fekete hajú, sötét bőrű lány.
- Ellie / Amy – A rövid fekete hajú, sötét bőrű lány.
- Jeanine / Juliette – A rövid göndör sötétbarna hajú, sötét bőrű lány.
- Miss Clavel – Apáca, aki a tizenkét lány tanítója.
- Lord  Ubroka (Lord Cucuface) – Miss Clavel barátja. Sok utazásra elviszi Miss Clavel-t, Madeline-t és társait.
- Genevieve – Miss Clavel aranyos lánykutyája. Madleine és a többiek is a gondját viselik.
- Pepito – A lányok szomszédja. Madelin jó barátja. Nagyon udvarias és megbízható.
- Pablito – Pepito társa. Nagyon kétszínű és magának való.
- Maggie – Madeline amerikai levelezőtársa. Egy évben mindenszentek előestéjén, a lányok elmennek látogatóba hozzá. Vele és tizenegy társával találkoznak, Soli-val, Maria-val és a többiekkel is. Kísértet ruhákba öltözve, megünneplik közösen a mindenszentek előestéjét.
- Lakshmi – Az indiai lány. Egy időre, Madeline-hoz és társaihoz, eljött vendégségbe. A lányok először félreértés miatt marslakónak hiszik a következőkből. Az idegen megnevezésből. A sötétben háttal állva, a rádióját az arca elé teszi és két antenna látszik a fején. Mikor a csillaghullásról és a holdfogyatkozásról beszél. De Miss Clavel, mindent elmesél a lányoknak és végül megbarátkoznak vele.
- Terika – Lakshmi barátnője, a rádiójával beszélget vele. Madelinal is összefut véletlenül vele a rádión keresztül és pár szót váltanak.
- Colette – A Kincses Hotel tulajdonosának lánya. Nagyon gazdag lány. Először megtiltják a szülei, hogy idegen vendégekkel beszélgessen. De Madelinal és társaival végül jól összebarátkozik.
- Sesil – A Kincses Hotel bejáratánál, egy koldus lány. Harmonikán játszik, úgy próbál pénzt keresni. Végül Madelin és társai segítségének köszönhetően, Colett befogadja a kincses hotelba barátnőjeként.
- Cukor (Sugar Dimples) – A nagy sztárlány és filmcsillag. Először nagyképű és nem ismeri be a saját hibáit, mindig mindenki mást akar hibáztatni. De Madelin-nak köszönhetően, rájön a saját hibáira és tanul. Végül jó előadásait Madeline és társai is megnézik. (Szerepét átvéve, alakított hasonló szerepet, a Strawberry Shortacke - Eperke és barátai című sorozatban Lime Light - Citromcsillag.)

## Magyar hangok
- Bogdányi Titanilla – Madeline
- Halász Aranka – Miss Clavel
- Vass Gábor – Lord Uborka
- F. Nagy Erika – ?
- Pekár Adrienn – ?
- Molnár Ilona – ?
- Simonyi Piroska – ?
- Talmács Márta – Danielle, Cukor
- Zsigmond Tamara – ?
- Baráth István – ?
- Várday Zoltán – ?
- Szabó Zselyke – ?
- Csuha Bori – ?
- Kokas Piroska – ?

## Epizódok
- Madeline és a korcsolya (Madeline and the Ice Skates)
- Madeline és az óriások (Madeline and the giants)
- Madeline és a divatbemutató (Madeline and thefashion show)
- Mindenszentek előestéje (Madeline's halloween)
- Madeline és a pókhölgy (Madeline and the Spider Lady)
- Modor órák Madam etikettől (Madeline's manners)
- Pepito a varázsló (Madeline and the magic show)
- Genevieve ajándéka (Madeline's valentine)
- Madeline és a karácsony (Madeline at the north pole)
- Busdonoel a karácsonyi süti (Madline and santa)
- Lord Uborka parfümgyára (Madeline and the parfume factory)
- A marslakó (madline and the new girl)
- A kísérlet (Madeline at the Eiffel Tower)
- A kutya, aki farkast kiáltott (Madeline and the dog who cried wolf)
- Madeline a bolhapiacon (Madeline at the flea market)
- Madeline és a kánkánklubok (Madeline and the cancan cliques)
- A teadélután (Madeline and the show off)
- Az esküvő (Madeline and the wedding)
- A fesztivál (Madeline at Cannes)
- A szafari (Madeline on Safari)
- A misztikus erdő (Madeline on stage)
- Hollywoodi teaparti Párizsban (Madeline and the tea party)
- Egy tetőára avagy a hazudós idegenvezető (Madeline and the white lie)
- Madeline Versaillban (Madeline at Versailles)
- Madeline a kincses hotelban (Madeline at the hotel riche)
- Madeline a bábszínházban (Madeline and the marionettes)